# Chlorophorus malaccanus
Chlorophorus malaccanus är en skalbaggsart som beskrevs av Maurice Pic 1925. Chlorophorus malaccanus ingår i släktet Chlorophorus och familjen långhorningar. Inga underarter finns listade i Catalogue of Life.